# Red & White Crew
Red and White Crew är en supportergruppering till den kriminella motorcykelklubben Hells Angels och har funnits i Sverige sedan 2001.
Grupperingen har sex avdelningar på fem olika orter i Sverige men är störst i Göteborg.